# 袁继咸
袁继咸（1593年—1646年），字季通，号临侯，又號袁山，江西宜春袁州寨下乡横塘村人。明朝末年政治人物，天啟乙丑進士。崇禎末，累官兵部右侍郎兼都察院右佥都御史，驻江西九江。弘光時，因拒絕降清，押送至北京處決。与文文山、謝疊山並稱“江右三山”。

## 生平
天啓四年（1624年），袁继咸舉甲子科江西鄉試第十名，天启五年（1625年）聯捷进士，授行人司行人，奉使致祭慶藩寿阳王。崇祯三年（1630年）拜御史，甫两月，贬南京行人司司副，遷禮部主事。六年，典試廣東，七年（1634年）提学山西，曾遭巡按張孫振誣陷，被捕入獄。薛宗周、曹良直等多方營救始出獄。復原官，分守武昌，改淮扬道。与中官杨显名不和，坐免官。张献忠寇湖廣，督师杨嗣昌檄为監軍。累升佥都御史、撫治郧阳。十四年二月，襄陽陷落，被逮入狱，論戍邊。崇祯十五年（1642年），以薦起总理河北屯田。改任兵部右侍郎兼都察院右佥都御史，驻九江，总督江西、湖广、安庆、应天（南京）等处军务，以節制左良玉軍。弘光元年（1645年），左良玉之子左梦庚要胁袁继咸随军，不久后左梦庚投降清英親王阿济格，而阿济格亦劝袁继咸降清，但袁继咸嚴正拒绝，八月押至北京，丙戌（1646年）六月二十六日被處死。

## 学生
抗清義士傅山是他的學生，即是《七劍下天山》傅青主的原型。

## 延伸阅读
[在维基数据编辑]
 《明史卷二百七十七》，出自《明史》